# Eugen David

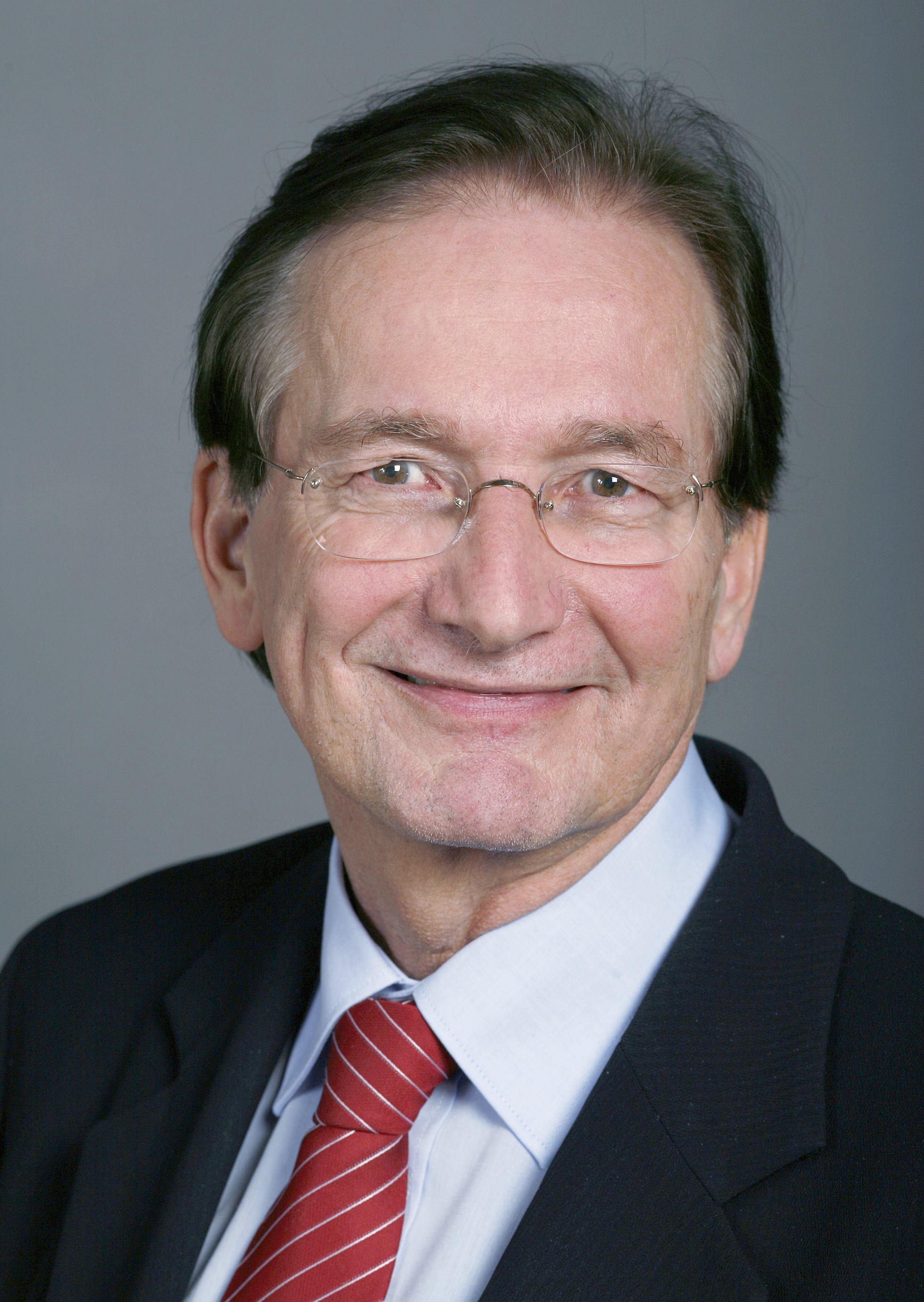
Eugen David (2007)

Eugen David (* 3. September 1945 in St. Gallen, heimatberechtigt in Amden und St. Gallen) ist ein Schweizer Politiker (CVP).

## Leben
David hat Rechtswissenschaften an der Universität St. Gallen studiert, hat doktoriert und das Anwaltsexamen absolviert. Er betreibt eine eigene Anwaltskanzlei. Daneben hält er Vorlesungen über Öffentliches Recht und Steuerrecht an der Universität St. Gallen. Bis zum 24. März 2010 war er Verwaltungsratspräsident der Versicherungsgesellschaft Helsana. In der Schweizer Armee war er Oberleutnant.
David ist verheiratet. 

## Politik
David wurde 1972 in das Stadtparlament von St. Gallen gewählt. Acht Jahre später wechselte er in den Kantonsrat, dem er bis 1988 angehörte, und 1987 wurde er für die CVP in den Nationalrat gewählt. Seit den Wahlen 1999, wo er im zweiten Wahlgang gewählt wurde, vertrat er den Kanton St. Gallen im Ständerat. 2003 (im ersten Wahlgang) und 2007 (im zweiten Wahlgang) wurde er wiedergewählt. Am 7. März 2011 gab er bekannt, dass er bei den Ständeratswahlen 2011 für eine weitere vierjährige Amtszeit antreten werde. Nachdem er im ersten Wahlgang jedoch hinter der neu gewählten Karin Keller-Sutter von der FDP und dem Parteipräsidenten der SVP, Toni Brunner, abgeschlagen Dritter wurde und das absolute Mehr klar verpasste, zog er sich aus dem Rennen zurück. Im zweiten Wahlgang wurde der SP-Mann Paul Rechsteiner knapp vor Toni Brunner gewählt.
David war Mitglied des Vorstands der CVP des Kantons St. Gallen und Präsident mehrerer Stiftungen. Von 1997 bis 2009 war er Präsident des Trägervereins für das tebo, das Technologiezentrum an der Empa in St. Gallen. Zurzeit (März 2022) ist er noch Präsident des Beirats des Schweizerischen Kompetenzzentrums für Menschenrechte (SKMR) an der Universität Bern und Mitglied des Vorstands der Schweizerischen Alzheimer-Vereinigung St.Gallen/beider Appenzell sowie des Geschäftsleitenden Ausschusses des Instituts für Finanzwissenschaft, Finanzrecht und Law and Economics an der Universität St. Gallen.